# Гіоргі Панцулая
Гіо́ргі Панцула́я (груз. გიორგი ფანცულაია, нар. 6 січня 1994, Тбілісі, Грузія) — грузинський футболіст, нападник футбольного клубу «Чихура» та екс-гравець молодіжної збірної Грузії.

## Життєпис
Народився в Тбілісі у родині екс-футболіста місцевого «Динамо» Мамуки Панцулая.
На початку 2014 року перейшов до лав футбольного клубу «Зестафоні», де швидко став одним о основних футболістів, граючи переважно на позиції відтягнутого форварда.
У січні 2015 року перебував на оглядинах у донецькому «Олімпіку» і навіть взяв участь у розіграші Меморіалу Макарова, однак зрештою клубу не піідйшов.

## Досягнення
- Срібний призер чемпіонату Грузії (1): 2013/14
- Бронзовий призер чемпіонату Грузії (2): 2011/12, 2012/13
- Володар Суперкубка Грузії (1): 2022

## Статистика виступів
Статистичні дані наведено станом на 25 серпня 2019 року
| Сезон                | Команда              | Чемпіонат            | Чемпіонат | Чемпіонат | Кубок | Кубок | Кубок | Єврокубки | Єврокубки | Єврокубки | Інші кубки | Інші кубки | Інші кубки | Всього | Всього |
| Сезон                | Команда              | Змаг.                | Матчі     | Голи      | Змаг. | Матчі | Голи  | Змаг.     | Матчі     | Голи      | Змаг.      | Матчі      | Голи       | Матчі  | Голи   |
| -------------------- | -------------------- | -------------------- | --------- | --------- | ----- | ----- | ----- | --------- | --------- | --------- | ---------- | ---------- | ---------- | ------ | ------ |
| 2011—2012            | «Торпедо» К          | ЛУ                   | 6         | 1         | КГ    | 0     | 0     | —         | —         | —         | —          | —          | —          | 6      | 1      |
| 2012—2013            | «Торпедо» К          | ЛУ                   | 21        | 3         | КГ    | 4     | 2     | ЛЄ        | 1         | 0         | —          | —          | —          | 26     | 5      |
| 2013—2014            | «Торпедо» К          | ЛУ                   | 7         | 1         | КГ    | 2     | 0     | ЛЄ        | 1         | 0         | —          | —          | —          | 10     | 1      |
| Всього в «Торпедо»   | Всього в «Торпедо»   | Всього в «Торпедо»   | 34        | 5         |       | 6     | 2     |           | 2         | 0         |            | 0          | 0          | 42     | 7      |
| 2013—2014            | «Зестафоні»          | ЛУ                   | 12        | 1         | КГ    | 0     | 0     | —         | —         | —         | —          | —          | —          | 12     | 1      |
| 2014—2015            | «Зестафоні»          | ЛУ                   | 14        | 2         | КГ    | 2     | 0     | ЛЄ        | 2         | 0         | —          | —          | —          | 6      | 0      |
| Всього в «Зестафоні» | Всього в «Зестафоні» | Всього в «Зестафоні» | 26        | 3         |       | 2     | 0     |           | 2         | 0         |            | 0          | 0          | 30     | 3      |
| 2014—2015            | «Цхінвалі»           | ЛУ                   | 1         | 0         | КГ    | 0     | 0     | —         | —         | —         | —          | —          | —          | 1      | 0      |
| Всього в «Цхінвалі»  | Всього в «Цхінвалі»  | Всього в «Цхінвалі»  | 1         | 0         |       | 0     | 0     |           | 0         | 0         |            | 0          | 0          | 1      | 0      |
| 2015—2016            | «Сабуртало»          | ЛУ                   | 27        | 7         | КГ    | 2     | 0     | —         | —         | —         | —          | —          | —          | 29     | 7      |
| 2016                 | «Сабуртало»          | ЛУ                   | 13        | 3         | КГ    | 1     | 1     | —         | —         | —         | —          | —          | —          | 14     | 4      |
| 2017                 | «Сабуртало»          | ЛЕ                   | 5         | 2         | КГ    | 1     | 0     | —         | —         | —         | —          | —          | —          | 6      | 2      |
| Всього в «Сабуртало» | Всього в «Сабуртало» | Всього в «Сабуртало» | 45        | 12        |       | 4     | 1     |           | 0         | 0         |            | 0          | 0          | 49     | 13     |
| 2017                 | «Діла»               | ЛЕ                   | 13        | 6         | КГ    | 1     | 0     | —         | —         | —         | —          | —          | —          | 14     | 6      |
| 2018                 | «Діла»               | ЛЕ                   | 13        | 2         | КГ    | 1     | 5     | —         | —         | —         | —          | —          | —          | 14     | 7      |
| Всього в «Ділі»      | Всього в «Ділі»      | Всього в «Ділі»      | 26        | 8         |       | 2     | 5     |           | 0         | 0         |            | 0          | 0          | 28     | 13     |
| 2018                 | «Самтредіа»          | ЛЕ                   | 8         | 4         | КГ    | 2     | 2     | ЛЄ        | 1         | 0         | —          | —          | —          | 11     | 6      |
| Всього в «Самтредії» | Всього в «Самтредії» | Всього в «Самтредії» | 8         | 4         |       | 2     | 2     |           | 1         | 0         |            | 0          | 0          | 11     | 6      |
| 2019                 | «Чихура»             | ЛЕ                   | 13        | 2         | КГ    | 0     | 0     | ЛЄ        | 4         | 0         | —          | —          | —          | 17     | 2      |
| Всього в «Чихурі»    | Всього в «Чихурі»    | Всього в «Чихурі»    | 13        | 2         |       | 0     | 0     |           | 4         | 0         |            | 0          | 0          | 17     | 2      |
| Всього за кар'єру    | Всього за кар'єру    | Всього за кар'єру    | 153       | 34        |       | 16    | 10    |           | 9         | 0         |            | 0          | 0          | 178    | 44     |